# Družina Gonzaga
Družina Gonzaga je bila vladarska družina, ki je vladala Mantovi v severni Italiji od leta 1328 do 1708; prav tako so vladali Monferratu v Piemontu in Neversu v Franciji, pa tudi številnim drugim manjšim fevdom po Evropi. Njihova družina je imela svetnika, dvanajst kardinalov in štirinajst škofov. Dve potomki Gonzagov sta postali cesarici Svetega rimskega cesarstva (Eleonora Gonzaga in Eleonora Gonzaga - Nevers), ena pa je postala kraljica poljsko-litovskega združenja (Marie Louise Gonzaga).

## Zgodovina
Prvi zgodovinsko pomembni člani družine so na strani menihov opatije v Polironeju sodelovali z  gvelfsko stranko.  V 12. stoletju so postali vladajoča družina v Mantovi, ki je napredovala, ko so njihovi zavezniki, Bonacolsi, premagali tradicionalnega sovražnika, družino Casalodi. Leta 1328 pa je Ludovico I. Gonzaga (†1360) s pomočjo Scaligerijev iztrgal Bonacolsijem oblast nad mestom ter se kot vodja ljudstva (capitano del popolo) Mantove priključil stranki gibelinov in postal vikar cesarja Ludvika IV. 
Ludovica sta nasledila sin Guido (1360–1369) in vnuk Ludovico II. (1369–1382). Mlajši sin Ludovica I., Feltrino, je leta 1335 zavzel Reggio; leta 1371 ga je družina Visconti prisilila, da je posest prodal, kupil pa je grofiji Novellara in Bagnolo, kjer so Gonzage vladali do leta 1728.
Glavno družinsko vejo je nadaljeval prvi Ludovicov sin Francesco I. (1382–1407), ki je iskal ravnotežje med močnimi sosedi; ker ga je ogrožal milanski vojvoda Gian Galeazzo Visconti, je opustil tradicionalno zavezništvo z Milanom in se za nekaj časa povezal z Beneško republiko.
Francescov sin Gianfrancesco Gonzaga (1407–1444) je bil slavni vojskovodja. Cesar Sigismund mu je leta 1433 za zvestobo podelil naslov markiz Mantove; s tem je uradno potrdil položaj, ki si ga je rodbina Gonzaga prisvojila s silo. Dokaz markizovega velikega ugleda je bila tudi poroka  njegove hčere Margherite z Leonellom d'Este, markizom Ferrare (1435). V njegovem času je Vittorino da Feltre v eni od družinskih vil blizu Mantove ustanovil  prvo humanistično šolo (1423). V Mantovo so začeli prihajati umetniki, med njimi Andrea Mantegna in Leon Battista Alberti, ter začeli spreminjati in krasiti mesto. To se je nadaljevalo tudi, ko je vladal Gianfrancescov sin Ludovico III. Gonzaga (1444–78). Tudi on je bil slaven vojskovodja; bil pa je tudi humanistično izobražen ter mecen literature in umetnosti.
Ludovicov sin Federico I. (1478–84) in vnuk Francesco II. (1484–1519) sta nadaljevala vojaško tradicijo družine in še povzdignila mantovsko gospostvo. V nevarnih in težkih političnih razmerah, ki so se pojavile v severni Italiji po vdoru Francozov (1494), se je družina Gonzaga postavila na stran cesarja Karla V. V bitki pri Fornovu so vodili združeno italijansko vojsko proti francoskemu kralju Karlu VIII. Kasneje se je Francesco II. bojeval v Neapeljskem kraljestvu in v Toskani, dokler ga leta 1509 niso ujeli Benečani. Po izpustitvi se je oprijel miroljubnejše in spravljivejše politike in ob podpori svoje žene, slavne Isabelle d'Este, doma skrbel za razcvet lepih umetnosti in literature.
Nasledil ga je sin Federico II. (1519–1540), glavni poveljnik papeške vojske. Po kambrejskem miru (1529) ga je njegov zaveznik in zaščitnik Karel V. leta 1530 povišal v vojvodo Mantove. Leta 1531 se je poročil z dedinjo marke Montferrato, Margherito Paleolog, in s tem za družino pridobil tudi marko Montferrato. Med vladanjem Federica II. je mantovski dvor dosegel višek odličnosti. Dvorci in vile so bili bogato opremljeni in sijajno okrašeni, med njimi slavna palača za razvedrilo Tejetska palača, ki jo je zgradil in poslikal arhitekt in slikar Giulio Romano. Na mantovskem dvoru so našli delo in podporo mnogi umetniki, med njimi pisatelji in pesniki Baldessare Castiglione, Matteo Bandello, Ludovico Ariosto, Francesco Berni, slovničar Pietro Bembo in slikarji Rafael, Leonardo da Vinci, Tizian.
V tem obdobju sta se pojavili dve vzporedni kadetski veji rodbine Gonzaga, ki sta bili kasneje pomembni za odnose v rodbini.  Prvo je ustanovil mlajši Federicov brat Ferrante I., ki je bil vzgojen na španskem dvoru in je bil od mladih nog spremljevalec kasnejšega cesarja Karla V., ki mu je zvesto služil do smrti. Leta 1539 je z bogato doto svoje žene Isabelle di Capua kupil grofijo Guastalla in postal začetnik guastalske kadetske veje Gonzaga. Druga je nastala po poroki Federicovega mlajšega sina Luigija (†1595), ki je bil vzgojen v Franciji in je leta 1581 s poroko s Henriette von Kleve, hčerko vojvode Francisa I. Neversa in Rethela, postal neverski vojvoda in začetnik kadetske veje Gonzaga - Nevers.
V Mantovi in Monferratu je Federica II. nasledil njegov prvi sin Francesco III. (1540–50), a je mlad umrl in prepustil svoj položaj bratu Guglielmu I. (1550–87), ki je bil slab in zapravljiv vladar. V tem mu je bil podoben tudi sin Vincenzo I. (1587–1612), ki pa je mnogo denarja namenil kulturi; zaposlil je slikarja Rubensa in skladatelja Claudia Monteverdija, bil pokrovitelj pesnika Torquata Tassa in astronoma  Maginija, ki je pripravil prvi geografski atlas Italije.
Ko so vladali Vincenzovi sinovi, Francesco IV. (1612), Ferdinand I. (1612–26) in Vincenzo II. (1626–27), se je gospodarsko pešanje vojvodine nadaljevalo. Po smrti zadnjega med njimi (v naslednji generaciji je za njimi ostala le hčerka Francesca IV., Maria (*1609, †1660), ki se je poročila s sinom Carla I. iz veje Nevers) je med neversko in guastallsko kadetsko vejo prišlo do nasledstvene vojne, ki sta jo v ozadju podpihovali Francija in Habsburška monarhija, ki sta se v tridesetletni vojni bojevali za vpliv v Italiji. Po treh letih bojev (1628–31), ki so bili sprva v Montferratu in Piemontu, nato pa je habsburška vojska prodrla do Mantove, dolgo oblegala mesto in ga po zavzetju tri dni ropala. Zaradi tridesetletne vojne v Nemčiji (ko so Švedi pritisnili s severa) Habsburžanom ni uspelo obdržati Mantove. Po miru v Cherascu (junij 1631) je nasledstvo v vojvodini Mantova in vojvodini  Montferrato pripadlo neverski veji Gonzaga, s tem da je morala del vojvodine Montferrato (pokrajini Trino in Alba) odstopiti Savoji in del vojvodine Mantova (Luzzara in Reggiolo)  guastallski veji Gonzaga.
Leta 1631 je tako postal neverski vojvoda Carlo III., sin Luigija Gonzage, tudi mantovski vojvoda Carlo I. (1631–37). Nasledil ga je njegov vnuk Carlo II. (1637–65), ki je leta 1659 prodal vojvodini Nevers in Rethel. Sin slednjega je leta 1681 prodal tudi vojvodino Montferrato. Leta 1708 so med špansko nasledstveno vojno Mantovo prevzeli Habsburžani.
Člani družine Gonzaga so vladali v Mantovi do leta 1708 in v Guastalli do leta 1746. Obe vladajoči veji sta izumrli. Neprekinjena pa je ostala do danes veja družine Gonzaga iz Vescovata, ki jo je začel sin Federica I. Gonzage (†1484), Giovanni. Na čelu je plemič Maurizio Ferrante Gonzaga, princ Svetega rimskega cesarstva, markiz Gonzaga, grof Villanove, grof Cassolnova, markiz Vodice, graščak Vescovata, patricij Veneta (rojen 1941). Družina živi v Milanu v palači, zgrajeni leta 1906, in dednem gradu v Cavernagu.
Za zgodovino arhitekture je pomembna tudi kadetska veja Gonzaga iz Sabbionete, ki jo je ustanovil tretji sin Ludovica III. (†1478), Gianfracesco, in katere zadnji vladar, Vespazijan (1532–1591), sam tudi arhitekt, je staro naselje Sabbioneta preoblikoval v idealno renesančno mesto.

## Vladarji Mantove
Vladarji Mantove iz družine Gonzaga so bili:
1. Ludovico I. Gonzaga (1268–1360), vodja ljudstva (capitano del popolo) v Mantovi med 1328–1360
2. Guido (1290-1369), vodja ljudstva 1360-1369, grof Mantove od 1362
3. Ludovico II. (1334–1382), vodja ljudstva med 1369 in 1382
4. Francesco I. (1366–1407), vodja ljudstva med 1382 in 1407
5. Gianfrancesco I. (1395–1444), vodja ljudstva od 1407 in markiz (mejni grof) Mantove od 1433
6. Ludovico III.  imenovan Turek (il Turco) (1412–1478), markiz Mantove med 1444 in 1478
7. Federico I. (1440–1484), markiz Mantove med 1478 in 1484
8. Gianfrancesco II., tudi Francesco II. (1466–1519), markiz med 1484 in 1519, poročen z Isabello d'Este
9. Federico II. (1500–1540), markiz od 1519, vojvoda Mantove od 1530, poročen z dedinjo marke Montferrat, Margaret Paleolog
10. Francesco III. (1533–1550), vojvoda med 1540 in 1550
11. Guglielmo (1538–1587), vojvoda med 1550 in 1587
12. Vincenzo I. (1562–1612), vojvoda med 1587 in 1612
13. Francesco IV. (1586–1612), vojvoda 1612
14. Ferdinando (1587–1626), vojvoda med 1612 in 1626
15. Vincenzo II. (1594–1627), vojvoda med 1626 in 1627

Vojvodstvo Mantova je nato prešlo na mlajšo vejo Gonzaga - Nevers:
1. Carlo I. (1580–1637), vojvoda med 1630 in 1637, tudi vojvoda Nevers in Rethel (kot III.)
2. Carlo II. (1629–1665), vojvoda med 1637 in 1665, do 1659 tudi vojvoda Neversa in Rethela
3. Ferdinando Carlo, tudi Carlo III. (1652–1708), vojvoda med 1665 in 1708.

Leta 1708 so Mantovo prevzeli Habsburžani.

## Vojvode Neversa in Rethela
Vojvodini Neversa in Rethela v osrednji Franciji sta prišli v rodbino Gonzaga z zakonsko zvezo Luigija Gonzage s Henriette von Kleve, hčerko vojvode Francisa I. Neversa in Rethela. Regenti Neversa in Rethela iz družine Gonzaga so bili:
1. Louis ali  Luigi, vojvoda 1566–1595
2. Charles III., vojvoda 1595–1637, od 1631 tudi vojvoda Mantove kot Carlo I.
3. Charles IV., vojvoda 1637–1659, tudi vojvoda Mantove kot Carlo II.

Leta 1659 sta bili vojvodstvi Nevers in Rethel prodani kardinalu Mazarinu.

## Guastalla
Začetnik kadetske veje Guastalla je bil grof Ferrante I. (1539–57), tretji sin vojvode Francesca II. (†1519). Leta 1621, ko je vladal Ferrante II. (1575–1630), je cesar Ferdinand II. grofijo povzdignil v vojvodino. Sin Feranteja II., Cesare II. (1530–32), je po mantovski nasledstveni vojni vojvodini priključil dežele Dosolo, Luzzara and Reggiolo, ki so prej pripadale Mantovi. Njegov sin Ferante III. (1632–78) ni imel sina in je vojvodino zapustil hčeri Anni Isabelli (1678–92) in zetu, Habsburžanu Ferdinandu Karlu. Leta 1692 je cesar Leopold I. vojvodino izročil Vincenzu Gonzagi (1692–1714), sinu gospodarja grofije San Paolo in vnuku guastalskega vojvode Feranteja II. V njegovem času (1702) je prišlo v deželi do hudih spopadov med vojskama kralja Ludvika XIV. in princa Evgena Savojskega, katerih žrtev je postala tudi Guastalla. Leta 1734 so Guastallo zavzeli Avstrijci.
Vladarji Guastalle iz družine Gonzaga so bili:
1. Ferrante I., grof Guastalle 1539–1557; komornik Karla V., 1536–1546 podkralj Sicilije, 1546–1555, guverner Milana
2. Cesare I., grof Guastelle 1557–1575, tudi vojvoda Amalfija
3. Ferrante II.  grof  od 1575 in vojvoda Guastalle od 1621–1630
4. Cesare II., vojvoda 1630–1632
5. Ferrante III., vojvoda 1632–1678
6. Anna Isabella vojvodinja 1678-1692, poročena s Habsburžanom Ferdinandom Karlom
7. Vincenzo, vojvoda 1692–1714, sin grofa San Paola Andree Gonzaga
8. Antonio Ferrante, vojvoda 1714–1729
9. Giuseppe, vojvoda 1729–1746

Leta 1746 je Guastalla pripadla Habsburžanom, ki so jo združili z vojvodino Parmo in Piacenzo.

## Monferrato
Mejno grofijo Montferrato, cesarski fevd na vzhodni strani Piemonta (od 1574 vojvodina), je družina Gonzaga dobila z zakonsko zvezo med vojvodo Federicom II. iz Mantove in Margareto, hčerko Viljema XI. Montferrata. Vladarji Montferrata iz družine Gonzaga so bili:
1. Federico II., markiz 1533–1540
2. Francesco III., markiz 1540–1550
3. Guglielmo, markiz 1550–1574, potem vojvoda do 1587
4. Vincenzo I., vojvoda 1587–1612
5. Francesco IV., vojvoda 1612
6. Ferdinando, vojvoda 1612–1626
7. Vincenzo II., vojvoda 1626–1627
8. Carlo I., vojvoda 1627–1637), tudi vojvoda Neversa in Rethela
9. Carlo II., vojvoda 1637–1665, do 1659 tudi vojvoda Neversa in Rethela
10. Ferdinando Carlo, vojvoda 1665–1708

Ferdinando Carlo je leta 1681 prodal Montferrato francoskemu kralju Ludviku XIV. Montferrato so leta 1708 v celoti dobili Savojci, ki so med nasledstveno vojno že prejeli dele Mantove.

## Sabbioneta
Kadetsko vejo Sabbionete je ustanovil Gianfrancesco, tretji sin Ludovica III. (†1478), ki je bil prvi grof Sabbionete in Rodiga. Tudi v tej družinski veji so bili vsi zaporedni družinski poglavarji slavni vojskovodje. Gianfrancescov vnuk Luigi Rodomonte (*1500, +1532) se je poročil z Isabelle, hčerko iz vplivne rimske aristokratske družine Colonna. Njunemu sinu Vespazijanu, ki je bil deležen temeljite humanistične in vojaške izobrazbe, študiral je tudi matematiko in arhitekturo, je uspelo uresničiti zamisel o idealnem renesančnem mestu. Leta 1562 je dal staro Sabbioneto podreti in zgraditi idealno renesančno mesto. Leta 1575 ga je cesar Maksimilijan II. imenoval za vojvodo Sabbionete. Leta 1580 je njegov edini sin umrl, tako da se veja po moški liniji ni nadaljevala.
Vladarji Sabbionete iz družine Gonzaga so bili:
1. Gianfrancesco (*1479–1496)
2. Ludovico
3. Luigi Rodomonte (†1532)
4. Vespazijan (1532–1591), poročen z Anno Aragonsko (druga poroka).

## Drugi člani družine Gonzaga
- Maria Luisa Gonzaga (1611–1667), po njenih porokah s poljskima kraljema Vladislavom IV. in Ivanom II., kraljica Poljske in velika princesa Litve
- Eleonora Gonzaga (1598–1655), hčerka Vincenza I. Gonzage, je bila cesarica, leta 1622 je postala druga žena cesarja Ferdinanda II.
- Eleonora Gonzaga (1630–1686), hčerka Carla Gonzaga-Neverskega (†1631) in Marije Gonzaga vojvodinje Mantove in Montferrata, je leta 1651 postala tretja žena cesarja Ferdinanda III.
- Sveti Alojzij Gonzaga (1568–1591), jezuit, član mlajše veje Gonzaga, je bil leta 1726 razglašen za svetnika in je zavetnik mesta Mantova
- Annibale Gonzaga (1602–1668), poveljnik mesta Dunaja, feldmaršal in predsednik vojaškega sveta
- Barbara Gonzaga (1455–1503), po njeni poroki z Eberhardom I. prva vojvodinja Württemberga
- Camillo II. Gonzaga di Novellara (1581–1650), grof Novellare
- Eleonora Gonzaga della Rovere (1493–1550), po poroki s Francescom Mario I. Roverskim vojvodinja Urbina
- Elisabetta Gonzaga (1471–1526), po poroki z vojvodom Guidobaldom da Montefeltrom vojvodinja Urbina
- Ferrante Vincenzo Gonzaga (1889–1943), italijanski general
- Francesco Gonzaga (škof) (1588 / 89–1673), sin grofa Vincenza I. Gonzage, je bil škof Cariatija - Cerenzie in Nole
- Francesco II. Gonzaga (1538–1566), sin grofa Ferranteja I. Gonzage iz Guastalle, je bil kardinal od leta 1561
- Giovanni Vincenzo Gonzaga (1540–1591), sin grofa Ferranteja I. Gonzage iz Guastalle, je bil kardinal od leta 1578
- Ludovico Gonzaga (1458–1511), sin mejnega grofa Luigija III. Gonzage iz Mantove, je bil škof Mantove od leta 1483
- Luigi Valenti Gonzaga (1725–1808), kardinal
- Maria Gonzaga (1609–1660), naslednica in regentka Mantove in Montferrata
- Maurizio Ferrante Gonzaga (1861–1938), italijanski general
- Pirro Gonzaga (1505–1529), grof Lodovico Gonzaga in kardinal od leta 1528
- Scipione Gonzaga (1542–1593), sin grofa Cesarja I. Gonzage iz Guastalle, je bil kardinal
- Tomás Antônio Gonzaga (1744–1810), psevdonim Dirceu, portugalsko-brazilski pisec